# ارکیده پیازی انگوس
ارکیده پیازی انگوس (نام علمی: Microtis angusii) نام یک گونه از سرده ارکیده‌های پیازی است.